# Gaston Chaissac
Gaston Chaissac (* 13. August 1910 in Avallon; † 7. November 1964 in La Roche-sur-Yon) war ein französischer Maler, Zeichner und Schriftsteller. Jean Dubuffet ordnete ihn anfangs der Art Brut zu, revidierte diese Zuordnung später.

## Leben
Von Kindheit durch Krankheit gezeichnet gelang es ihm nie, seinen Lebensunterhalt durch seine Kunst zu bestreiten, dieser wurde von seiner Frau Camille und seiner gelegentlichen Arbeit als Schuhmacher gewährleistet.
Gaston Chaissac starb im Jahr 1964 im Alter von 54 Jahren im Krankenhaus von La Roche-sur-Yon. Er ruht auf dem Gemeindefriedhof in Vix (Département Vendée).

## Werk
Gaston Chaissac war Autodidakt. Bei seinen ersten künstlerischen Versuchen wurde er von dem im Pariser Exil lebenden deutschen Künstler Otto Freundlich und dessen Lebensgefährtin Jeanne Kosnick-Kloss  unterstützt. Bei der Suche nach einer unverbrauchten Ausdrucksform stieß Chaissac auf prähistorische Höhlenmalereien und Kinderzeichnungen. Deshalb studierte er ebenfalls die Werke seiner Zeitgenossen Georges Braque, Paul Klee und Pablo Picasso.
Chaissac malte auf jedem ihm zur Verfügung stehenden Malgrund. Typisch für ihn sind einfarbige Flächen, die mit schwarzer Farbe umrandet sind. Motiv ist häufig das menschliche Gesicht, welches oft nur als Maske oder Augenpaar dargestellt wird. Neben Zeichnungen, Aquarellen, Gouachen, Ölgemälden treten ungefähr seit 1959 Collagen, bemalte Objekte und Totems.
Chaissac bemühte sich um Anschluss an die Künstlergemeinschaft, um auch finanziell von seinem Bekanntheitsgrad zu profitieren. Er stand nicht nur deshalb in engem Briefkontakt mit Galeristen, Autoren und Künstlern, sondern auch, weil er gerne und viel schrieb. An manchen Tagen schrieb er mehrere Briefe. In späteren Werken tritt seine Schreiblust deutlich zu Tage.

## Sonstiges
Matthias Beltz benannte Chaissac im FAZ-Fragebogen als seinen bevorzugten Maler neben Otto Nagel.

## Ausstellungen
- 2013: Chaissac/Dubuffet. Entre plume et Pinceau. Musée de la poste, Paris. Katalog.
- 1996: Kunsthalle Tübingen, Gaston Chaissac, 22. Juni – 25. August 1996 (erste Ausstellung des Künstlers in Deutschland)

## Werke
- Gaston Chaissac : 1910–1964 ; Ausstellung: Neue Galerie der Stadt Linz; Kunsthalle Tübingen; Von der Heydt-Museum, Wuppertal; Schirn Kunsthalle, Frankfurt. - Ostfildern-Ruit bei Stuttgart, 1996. ISBN 3-7757-0612-7
- Gaston Chaissac – Hippobosque au Bocage : Briefe und hippoboskalische Gedichte. - Bern 1993. ISBN 3-906127-37-0